# Castelo de Maynooth
O Castelo de Maynooth é um castelo em ruínas localizado em Maynooth, Condado de Kildare, Irlanda, situado na entrada do Campus Sul da Universidade de Maynooth. Construído no início do século XIII, tornou-se a residência principal da família FitzMaurice e FitzGerald de Kildare.

## História

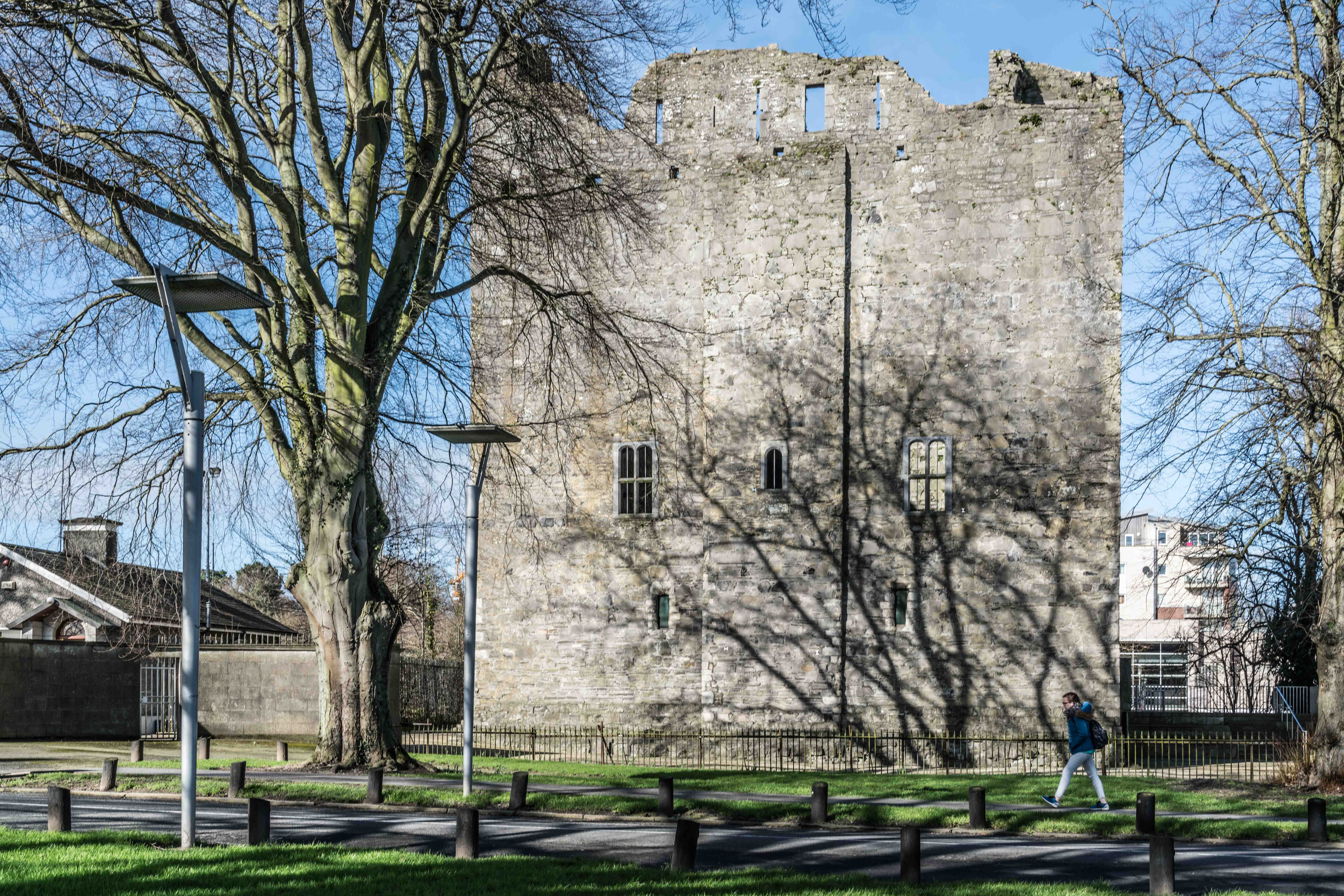
Castelo de Maynooth em 2016

A área que atualmente corresponde ao Condado de Kildare foi concedida por Strongbow a Maurice FitzGerald, Lorde de Llanstephan em 1176. O torreão original foi construído por volta de 1203. O castelo foi edificado por Gerald FitzMaurice (1.º Lorde de Offaly), o segundo filho mais velho de Maurice FitzGerald, Lorde de Llanstephan, na confluência de dois riachos. Tornou-se a residência da família FitzMaurice e da família FitzGerald. Posteriormente, foi ampliado por Sir John Fitzgerald no século XV. Os descendentes de Gerald Fitzmaurice tornaram-se os Condes de Kildare e Condes de Leinster. Além disso, foram Lordes Deputados da Irlanda.
A ocupação do castelo pela família FitzGerald terminou com a rebelião de 1534, liderada por Silken Thomas, filho do nono Conde de Kildare. Um exército inglês, comandado por William Skeffington, bombardeou o castelo em março de 1535, utilizando canhões modernos de cerco que destruíram grande parte da estrutura medieval. O castelo rendeu-se após um cerco de dez dias, e a guarnição foi sumariamente executada diante dos portões. Silken Thomas foi capturado pouco depois e enviado para a Torre de Londres, onde permaneceu preso juntamente com seus cinco tios. Em 3 de fevereiro de 1537, foram todos executados por traição em Tyburn.
O castelo foi restaurado entre 1630 e 1635 por Richard Boyle, 1.º Conde de Cork, após o casamento da sua filha com George FitzGerald, 16.º Conde de Kildare. No entanto, grande parte da construção foi destruída na década de 1640 durante a Guerra dos Onze Anos. Apenas a portaria (onde ainda se podem ver os brasões unidos das famílias Boyle e FitzGerald) e a Torre Solar sobreviveram. Os Fitzgerald abandonaram definitivamente o Castelo de Maynooth, transferindo sua residência primeiro para o Castelo de Kilkea e depois para a Carton House.
Em fevereiro de 2000, o Office of Public Works iniciou trabalhos de restauro no castelo para transformá-lo num local de interesse histórico. Atualmente, está aberto ao público de maio a setembro, das 10h00 às 18h00. Embora parcialmente em ruínas, continua a ser um ponto turístico, com acesso limitado.